# Opisthogenia tentaculata
Opisthogenia tentaculata is een platworm (Platyhelminthes). De worm is tweeslachtig. De soort leeft in het zoute water.
Het geslacht Opisthogenia, waarin de platworm wordt geplaatst, wordt tot de familie Opisthogeniidae gerekend. De wetenschappelijke naam van de soort werd voor het eerst geldig gepubliceerd in 1928 door Palombi.